# Instituto de Astronomía y Meteorología
El  Instituto de Astronomía y Meteorología. (IAM) corresponde a la Universidad de Guadalajara, que es una universidad pública de investigación ubicada en Guadalajara, Jalisco, México.

## Historia
El Instituto de Astronomía y Meteorología (IAM) de la Universidad de Guadalajara es rica y abarca varios periodos y directores. Aquí hay un resumen de los hitos y cambios a lo largo de los años:
Establecimiento del Observatorio Astronómico y Meteorológico del Estado (2 de abril de 1889): Inicia sus actividades en Jalisco.
Integración a la Universidad de Guadalajara (1925): Con la inauguración de la Universidad de Guadalajara, el Observatorio Astronómico y Meteorológico del Estado se convierte en la primera dependencia de la universidad dedicada a la investigación científica en Astronomía y Meteorología.
Nombramiento de Severo Díaz Galindo (1925): El presbítero Severo Díaz Galindo es nombrado director del Observatorio Astronómico de Jalisco y bajo su dirección, el observatorio adquiere renombre a nivel nacional e internacional. Hacia 1947 inicia el cambio de nombre hasta llegar al actual de Instituto de Astronomía y Meteorología.
Nombramiento de Jesús Arias Villegas (1956): Tras la muerte de Díaz Galindo, Jesús Arias Villegas se convierte en director del Instituto de Astronomía y Meteorología (IAM) en 1963.
Incorporación de Pablo Gonzalo Franco (1963): Pablo Gonzalo Franco asume la dirección en 1963, especializándose en sismología y vulcanología. Se destaca la exposición sobre tecnología espacial de la NASA en 1965.
Dirección de Enrique Flores Tritschler (1973): El ingeniero civil Enrique Flores Tritschler asume la dirección del IAM. A pesar de cierto abandono académico, se mantienen algunas interacciones con astrónomos profesionales.
Período de Transición (1992): Tras la jubilación de Enrique Flores Tritschler, hay un período de transición. Francisco Villalpando Ibarra asume brevemente, seguido por Rogelio García Castro, este último como secretario encargado del despacho de dirección.
Nombramiento de Valentina Daydova Belitskaya (1993): Valentina Daydova Belitskaya asume como directora en 1993. Durante su gestión, se logra la participación en congresos científicos y se establece un convenio de cooperación con el Instituto Nacional de Astrofísica, Óptica y Electrónica (INAOE).
Revelación de Restos de Documentos (1994): Se descubren restos de documentos y libros científicos enterrados en el jardín del instituto, revelando prácticas previas de destrucción de material.
Nombramiento de Ángel R. Meulenert Peña (2001): Ángel R. Meulenert Peña es nombrado director y destaca por mantener y mejorar aspectos relacionados con la Meteorología, implementando el Sistema de Alerta Temprana y adquiriendo un Radar Meteorológico con el apoyo dl Gobierno del Estado de Jalisco.
Dirección de Hermes Ulises Ramírez Sánchez (2010-2019): Hermes Ulises Ramírez Sánchez ocupa la dirección del IAM durante este período.
Dirección de Héctor Hugo Ulloa Godínez (desde julio de 2019): Héctor Hugo Ulloa Godínez asume el cargo de director en julio de 2019.